# Stazione di Wolfsburg Centrale
La stazione di Wolfsburg Centrale (in tedesco Wolfsburg Hbf) è la principale stazione ferroviaria della città tedesca di Wolfsburg.

## Storia
Il fabbricato viaggiatori venne costruito su progetto dell'architetto Carl Rogge della direzione ferroviaria di Hannover, in sostituzione dei fabbricati provvisori utilizzati fin dall'epoca della fondazione della città (1938), e inaugurato il 26 agosto 1957. Il 7 giugno 1989 venne posto sotto tutela monumentale (Denkmalschutz).

## Strutture e impianti
Il fabbricato viaggiatori, in stile moderno, è un edificio a due piani fronteggiato da una pensilina che segnala l'ingresso.

### Esplicative
1. ↑  Abbreviazione di Wolfsburg Hauptbahnhof, letteralmente "Wolfsburg stazione principale".

### Bibliografiche
1. 1 2  (DE) Martin Schack, Neue Bahnhöfe. Empfangsgebäude der Deutschen Bundesbahn 1948–1973, Berlino, Verlag B. Neddermeyer, 2004,  p. 152, ISBN 3-933254-49-3.